# Asagena phalerata
Asagena phalerata es una especie de araña del género Asagena, familia Theridiidae, orden Araneae. La especie fue descrita científicamente por Panzer en 1801.
La especie se mantiene activa durante todos los meses del año.

## Descripción
Los machos miden 3,2-6,4 milímetros de longitud y las hembras 3,2-7 milímetros.

## Distribución
Se distribuye por Francia, Bélgica, Polonia, Alemania, Países Bajos, Reino Unido, Suiza, Suecia, Austria, Finlandia, España, Luxemburgo, Rusia, Dinamarca, Italia, Noruega, Portugal, Ucrania, Turquía, Grecia, Chequia, Eslovenia, Estonia, Croacia, Rumania, Eslovaquia, Kazajistán, Georgia, Hungría, Albania, Bielorrusia, Irak, Corea, Lituania, Letonia y Serbia.